# Phosphorescent
I Phosphorescent sono un gruppo alternative country/indie rock statunitense originario di Athens in Georgia. Il gruppo è formato dal cantautore Matthew Houck e da altri musicisti che figurano solo come turnisti.

## Storia
Houck, che nel 2000 aveva già pubblicato un album, Hipolit, sotto lo pseudonimo Fillup Shack e che all'esordio è stato paragonato ad artisti come Will Oldham o addirittura a Bob Dylan., con il nuovo nome di Phosphorescent pubblica nel 2003 l'album A Hundred Times or More per la Warm Records, etichetta indipendente locale. 
L'anno successivo è la volta dell'EP The Weight of Flight. Il secondo album è del 2005, Aw Come Aw Wry viene pubblicato dalla Misra Records etichetta della Carolina del Nord.
Per gli album successivi firma con la Dead Oceans Records, etichetta indie con sede in Indiana e Texas. Pubblica gli album Pride (2007), To Willie (2009) disco tributo a Willie Nelson e nel 2010 Here's to Taking It Easy disco realizzato con la collaborazione dell'ingegnere del suono Stuart Sikes vincitore del Grammy per l'album di Loretta Lynn e dove Houck viene accompagnato da una vera e propria band. Il risultato è un album che mantiene una propria originalità anche se legato alla tradizione degli anni 70. Dopo tre anni di assenza, nel 2013 viene pubblicato l'album Muchacho, ancora su etichetta Dead Oceans. Nel febbraio 2015 è uscito il primo album live della band, Live at the Music Hall, raccolta di diciannove brani registrati nel corso di quattro serate al Music Hall di Brooklyn.

## Discografia

### Album
- 2003 - A Hundred Times or More (Warm)
- 2005 - Aw Come Aw Wry (Misra)
- 2007 - Pride (Dead Oceans)
- 2009 - To Willie (Dead Oceans)
- 2010 - Here's to Taking It Easy (Dead Oceans)
- 2013 - Muchacho (Dead Oceans)
- 2015 - Live at the Music Hall (Dead Oceans)
- 2018 - C'est La Vie (Dead Oceans)
- 2024 - Revelator

### EP
- 2004 - The Weight of Flight (Warm)

### Colonne sonore
- 2024 - Oh, Canada - I tradimenti